# Ice MC
Ice MC, właśc. Ian Campbell (ur. 22 marca 1965 w Nottingham) – brytyjski muzyk eurodance pochodzenia jamajskiego.
Karierę rozpoczął w 1989 roku od nagrania singla Easy wyprodukowanego przez Roberta Zanettiego znanego jako Savage. Największe przeboje Iana Campbella to: Take Away the Colour, It's Rainy Day oraz Think About the Way. Artysta wydał 7 albumów. W jego utworach gościnnie wystąpiła Alexia. W 1994 zdecydował się zerwać współpracę z włoskim producentem Roberto Zanetti. W 1996 nagrał album Dreadatour. Od 2002 roku pracuje nad kolejnymi singlami ponownie z Robertem Zanettim.

## Dyskografia
- 1990 – Cinema
- 1991 – My World
- 1994 – Ice'n'Green
- 1995 – Ice'n'Green – The Remix Album
- 1996 – Greatest Hits and Remixes
- 1996 – Dreadatour
- 2002 – Ice MC: Disco Collection